# Omloop van het Houtland 1983
L'Omloop van het Houtland 1983, trentanovesima edizione della corsa, si svolse il 29 settembre 1983 su un percorso con partenza e arrivo a Lichtervelde. Fu vinto dal belga Ronny Vanmarcke davanti ai suoi connazionali Werner Devos e Eddy Vanhaerens.

## Ordine d'arrivo (Top 10)
| Pos. | Corridore            | Squadra                              | Tempo |
| ---- | -------------------- | ------------------------------------ | ----- |
| 1    | Ronny Vanmarcke      |                                      |       |
| 2    | Werner Devos         | Boule d'Or-Colnago                   |       |
| 3    | Eddy Vanhaerens      | Safir-Van de Ven                     |       |
| 4    | Eric McKenzie        | Euro Shop-Splendor                   |       |
| 5    | Walter Planckaert    | Euro Shop-Splendor                   |       |
| 6    | Yvan Lamote          | Safir-Van de Ven                     |       |
| 7    | Luc De Decker        | Safir-Van de Ven                     |       |
| 8    | Luc Meersman         | Euro Shop-Splendor                   |       |
| 9    | Rudy Delehouzee      | Safir-Van de Ven-Moser               |       |
| 10   | Alain Van Hoornweder | Fangio-Tonissteiner-O.M.Trucks-Mavic |       |